# Riario Giovanni Sforza
Riario Giovanni Sforza (Nàpols, Campània, 1769 - 1836) fou un mariner i compositor italià.
Era capità de navili quan va morir el seu germà primigeni, i llavors, en heretar el títol de duc i els béns patrimonials que havia deixat aquell, renuncià a la seva professió.
Sempre havia sentit gran afició per la música, i en les estones d'oci que li permetia la vida de mariner va compondre algunes obres que li valgueren l'entrada en l'Acadèmia de Filharmònics de Bolonya.
Se li deuen diverses obres de música religiosa: cantates, les òperes Piramo e Tisbe i Saffo i composicions per a cant i piano.